# Нью-Бернсайд (Іллінойс)
Нью-Бернсайд (англ. New Burnside) — селище (англ. village) в США, в окрузі Джонсон штату Іллінойс. Населення — 153 особи (2020).

## Географія
Нью-Бернсайд розташований за координатами 37°34′42″ пн. ш. 88°46′24″ зх. д. / 37.57833° пн. ш. 88.77333° зх. д. (37.578216, -88.773376).  За даними Бюро перепису населення США в 2010 році селище мало площу 2,73 км², з яких 2,71 км² — суходіл та 0,02 км² — водойми.

## Демографія
Згідно з переписом 2010 року, у селищі мешкало 211 особа в 82 домогосподарствах у складі 61 родини. Густота населення становила 77 осіб/км².  Було 99 помешкань (36/км²).
Расовий склад населення:
| - 95,7 % — білих - 0,9 % — корінних американців - 0,5 % — азіатів |

До двох чи більше рас належало 2,8 %. Частка іспаномовних становила 1,4 % від усіх жителів.
За віковим діапазоном населення розподілялося таким чином: 25,1 % — особи молодші 18 років, 56,4 % — особи у віці 18—64 років, 18,5 % — особи у віці 65 років та старші. Медіана віку мешканця становила 42,2 року. На 100 осіб жіночої статі у селищі припадало 126,9 чоловіків;  на 100 жінок у віці від 18 років та старших — 116,4 чоловіків також старших 18 років.
Середній дохід на одне домашнє господарство  становив 43 513 долари США (медіана — 40 179), а середній дохід на одну сім'ю — 51 567 доларів (медіана — 43 125). За межею бідності перебувало 15,1 % осіб, у тому числі 23,5 % дітей у віці до 18 років та 14,1 % осіб у віці 65 років та старших.
Цивільне працевлаштоване населення становило 45 осіб. Основні галузі зайнятості: роздрібна торгівля — 33,3 %, освіта, охорона здоров'я та соціальна допомога — 22,2 %, транспорт — 15,6 %, науковці, спеціалісти, менеджери — 15,6 %.